# Ферет
Ферет (др.-греч. Φέρης) — по древнегреческой мифологии основатель города Феры в Фессалии. Был эпонимом этого города и его владельцем. Также известен как отец аргонавта Адмета.

## Жизнь и свершения
Матерью Ферета была бессмертная нимфа Тиро, а отцом — смертный царь Крефей, основатель города Иолка (современный город Волос).
После произошедших трагических событий (смерть отца и старшего брата) Ферет вместе со своим младшим братом Амифаоном бежит в Фессалию. Вместе братья закладывают Феры, и Ферет по праву старшинства становится там царём. Он женится на Периклимене, в браке они имеют троих детей: двух сыновей — Адмета и Ликурга и дочь Идомену.
Также иногда считают, что Ферет был отцом Антигоны (мать аргонавта Астериона). Кроме того Ферету приписывают и отцовство Периопис, которую по традиции считают матерью Патрокла.
Ферет оказал поддержку своему племяннику Ясону (сыну убитого Эсона), когда тот решил вернуть трон в Иолке, утраченный отцом и несправедливо находящийся у Пелия. В качестве помощи Ферет отправил вместе с Ясоном на поиски золотого руна своего сына Адмета. После того как Адмет вместе с другими аргонавтами возвращается на «Арго» из Колхиды с добытым руном, Ферет отдаёт ему свой трон. Пиндар называет самого Ферета среди аргонавтов.

## Ферет в литературе
Ферет является героем трагедии Еврипида «Алкеста». В этом произведении Ферет изображён жизнерадостным человеком, но эгоистом — он уже стар, однако любит жизнь и не соглашается отправиться в подземный мир вместо своего сына Адмета. Также Ферет упоминается в поэмах Гомера — «Илиаде» и «Одиссее».